# Masaneh Kinteh

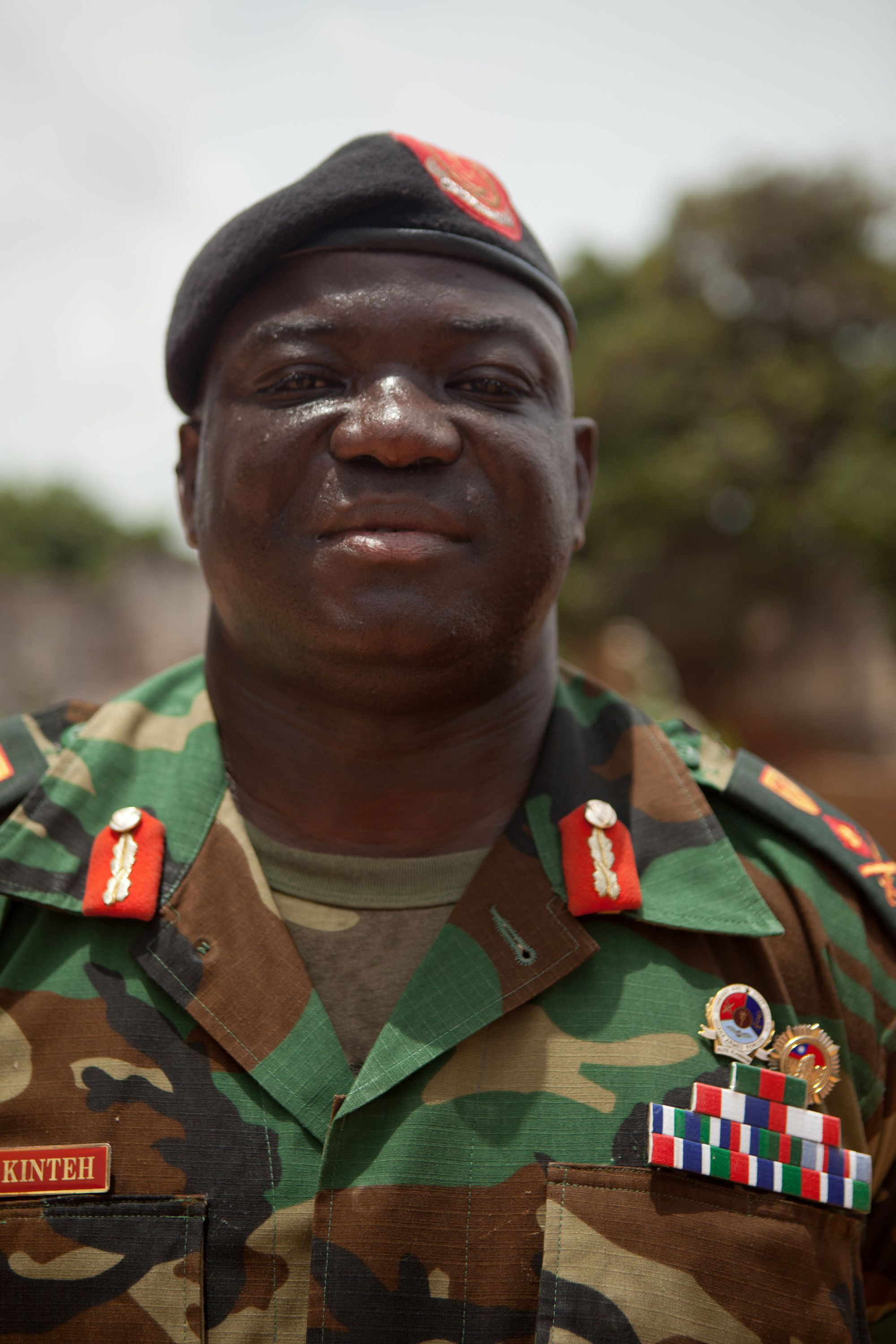
Masaneh Kinteh (2011)

Masaneh Nyuku Kinteh (* 13. August 1968 in Sankwia) ist Generalleutnant im westafrikanischen Staates Gambia. Er war von Februar 2017 bis März 2020 Oberbefehlshaber der gambischen Streitkräfte (Chief of Defence Forces and of the Army of the Gambia; auch Chief of Defense Staff, CDS). Auch als Botschafter seines Landes war er tätig.

## Leben
Kinteh studierte im Vereinigten Königreich und machte dort seinen Master-Abschluss, anschließend arbeitete von 1988 bis 1990 als Lehrer. Im November 1990 begann seine militärische Karriere, als er ein Training der britischen Armee für die Auswahl potentieller Offizierskadetten bestand. In die gambischen Streitkräfte trat Kinteh am 15. März 1991 offiziell ein und stieg die Offiziersränge auf. Zum amtierenden Stabschef der gambischen Armee (Chief of Staff of the Gambian Army) wurde er im Dezember 2004 erhoben, nachdem der bisherige Amtsinhaber Assan Sarr in die Position des Oberbefehlshabers der Streitkräfte (CDS) ernannt wurde. Als stellvertretender Oberbefehlshaber der Streitkräfte wurde Kinteh 2009 von Staatspräsidenten Yahya Jammeh befördert. Nachdem der amtierende CDS, Lang Tombong Tamba, am 9. Oktober 2009 des Amtes enthoben wurde, nahm Kinteh seine Position als Oberbefehlshaber der Streitkräfte ein. Tamba wurde später des Verrates angeklagt zum Tode verurteilt. Zur gleichen Zeit machte Jammeh Yankuba Drammeh zum Stellvertreter Kintehs, er wurde kurz danach wieder von diesem Posten entfernt.
Am 6. Juli 2012 wurde Kinteh vom Posten des Oberbefehlshabers der Streitkräfte von Jammeh entfernt, nachdem er in der Woche zuvor vom gambischen Geheimdienst, der National Intelligence Agency (NIA), befragt wurde. Über die Gründe der Absetzung wurde nichts öffentlich bekannt, ihm folgte Kintehs Stellvertreter Ousman Badjie. Kinteh sollte einen Posten im Auslandsdienst erhalten. In den Medien gab es Irritationen, ob seine Ernennung zum ausländischen Dienst als gambische Botschafter in Tunesien oder Botschafter in Kuba galt. Schließlich wurde Kinteh am 2. August 2012 als Stellvertretender gambischer Botschafter der Mission in Kuba ernannt, später war er Chef der Mission in Kuba.
Im Dezember 2016 sprachen sich mehrere gambische Diplomaten für den neu gewählten Staatspräsidenten Adama Barrow aus, unter anderem auch Kinteh, Präsident Yahya Jammeh entließ daraufhin am 10. Januar 2017 alle Diplomaten. Der neu gewählte Staatspräsident Adama Barrow wählte am 25. Januar 2017, kurz nach der Übernahme der Amtsgeschäfte, Kinteh zu seinem Militärberater.
Ousman Badjie blieb vorerst nach dem Regierungswechsel im Amt, bis er Ende Februar 2017 doch von Generalleutnant Kinteh in der Funktion des Oberbefehlshabers der Streitkräfte ersetzt wurde.
Am 11. März 2020 wurde veröffentlicht, dass Kinteh mit Wirkung zum 5. März aus dem Dienst entlassen wurde, eine offizielle Begründung blieb aber aus. Als neuer CDS wurde sein ehemaliger Stellvertreter Generalmajor Yankuba A. Drammeh eingesetzt. Kintehs Entlassung erfolgte zwei Tage, nachdem er von einer Reise zu den Vereinten Nationen in New York zurückgekehrt war. Die Entlassung erfolgte auch inmitten von Vorwürfen der Korruption und Vetternwirtschaft von Seiten Kintehs. Er wurde beschuldigt, mit einer neunköpfigen Delegation nach New York gereist zu sein, um dort für über 1,5 Millionen Dalasi zu speisen. Kinteh wurde in den auswärtigen Dienst versetzt.
Mitte September 2020 trat er seinen Botschafterposten in China an.